# أوديو فيجن برودكشن
أوديو فيجن برودكشن (بالإنجليزية: Audio Vision Production)‏ هو استوديو دبلجة وترجمة لبناني.

## فيلموغرافيا
- غدر الزمان
- القلب المفتوح
- حكايات الخضروات
- العميل راغاف
- روكس
- Dance India Dance
- Fear Files

## ممثلو الأصوات
- إبراهيم ماضي
- حسن المصري